# الحق في الانتصاف الفعال
الحق في الانتصاف الفعال هو حق الشخص الذي انتهكت حقوق الإنسان الخاصة به في الحصول على تعويض قانوني. يجب أن يكون سبيل الانتصاف هذا متاحًا وملزمًا وقادرًا على تقديم الجناة إلى العدالة، وتقديم التعويضات المناسبة، ومنع المزيد من الانتهاكات لحقوق الشخص. يضمن الحق في الانتصاف الفعال للفرد القدرة على التماس التعويض القانوني من الدولة بشكل مباشر وليس من خلال عملية دولية. إنها وسيلة عملية لحماية حقوق الإنسان على مستوى الدولة وتتطلب من الدولة ليس فقط حماية حقوق الإنسان بحكم القانون ولكن أيضًا في الممارسة العملية للحالات الفردية. يُعترف بالحق في الانتصاف الفعال على أنه حق من حقوق الإنسان في وثائق حقوق الإنسان الدولية.
يُعبر عن الحق في الانتصاف الفعال في المادة 8 من الإعلان العالمي لحقوق الإنسان، والمادة 2 من العهد الدولي الخاص بالحقوق المدنية والسياسية، والمادة 13 من الاتفاقية الأوروبية لحقوق الإنسان، والمادة 47 من ميثاق الاتحاد الأوروبي بشأن الحقوق الأساسية.

## طالبي اللجوء
تُذرع بالحق في الحصول على تعويض فعال في حالات طالبي اللجوء التي أُحتفظ فيها بالحق في منع دولة من ترحيل طالب لجوء قبل الفصل في طلبه، وأنه عند رفض طلب اللجوء، يجب على مقدم الطلب أن يكون لديه القدرة الفعلية على الاستئناف من خلال منحه الوقت الكافي والوصول إلى التمثيل القانوني. لم تجد المحاكم بشكل عام أن الدولة بحاجة إلى توفير محام، حتى عندما لا يستطيع طالب اللجوء تحمل نفقات محامٍ، بشرط ألا يكون المحامي ضروريًا للوصول إلى سبيل انتصاف فعال. وجدت المحاكم أن الإجراءات الرسمية بشكل مفرط قد تنتهك الحق في الحصول على تعويض فعال، خاصة عندما لا يتم توفير محام.

## الاتحاد الأوروبي
ينطبق الحق في قانون الاتحاد الأوروبي في الحصول على تعويض فعال لما يتجاوز حقوق الإنسان على جميع الحقوق المنصوص عليها في قانون الاتحاد الأوروبي والتي تُفرض في محاكم الدول الأعضاء.

## التعذيب
ذكرت لجنة الأمم المتحدة لحقوق الإنسان أنه في حالات التعذيب، فإن الحق في الحصول على تعويض فعال يتطلب من الدول التحقيق في مزاعم التعذيب، ومحاكمة الجناة، وتقديم تعويضات للضحايا، ومنع حدوث انتهاكات مماثلة مرة أخرى. إن مبدأ الحق في الانتصاف الفعال منصوص عليه في المادة 14 من اتفاقية الأمم المتحدة لمناهضة التعذيب.

## أنظر أيضا
- حقوق الانسان
- الحق في محاكمة عادلة
- الحياد